# Push (powieść)

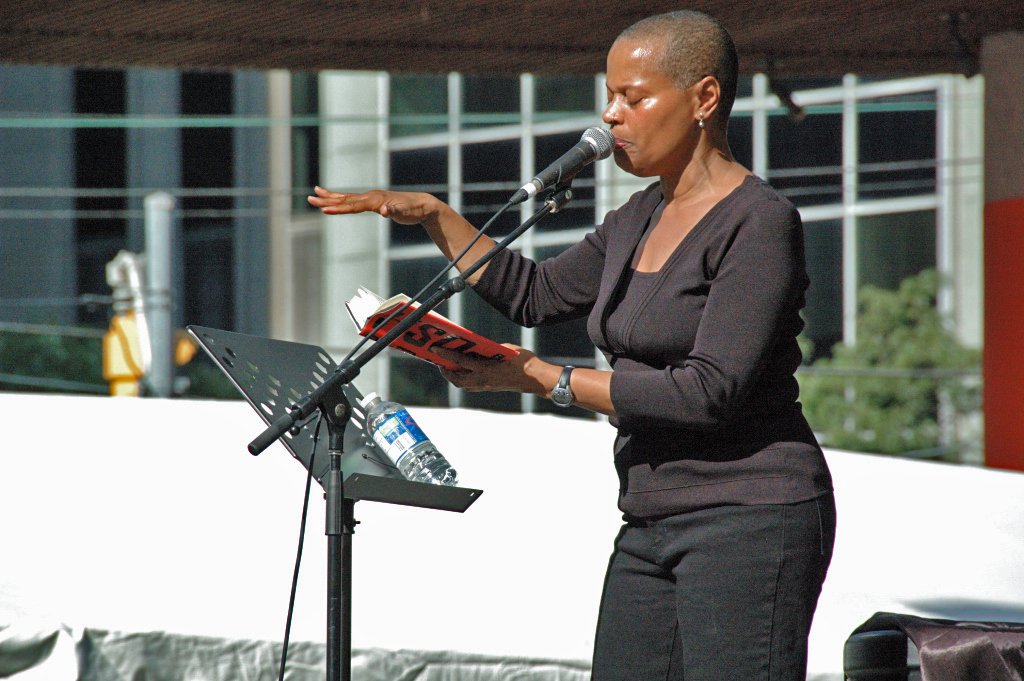
Autorka z egzemplarzem powieści Push na Międzynarodowym Festiwalu Filmowym w Toronto w 2009 roku

Push – debiutancka powieść amerykańskiej pisarki Sapphire, wydana w 1996 roku. Trzynaście lat później na jej podstawie powstał film pod tytułem Hej, skarbie w reżyserii Lee Danielsa i Gary’ego Magnessa. Film zdobył dwa Oskary.

## Fabuła
Otyła 16-letnia analfabetka, Claireece Precious Jones mieszka w Harlemie wraz ze swoją toksyczną matką Mary. Precious jest w drugiej ciąży ze swoim ojcem, która jest wynikiem gwałtu. Gdy jej ciąża wychodzi na jaw, dyrekcja szkoły decyduje o przeniesieniu Precious do szkoły alternatywnej. Z początku Precious jest wściekła, jednak po spotkaniu z pracownikiem socjalnym decyduje zapisać się do szkoły zwanej Each One Teach One z siedzibą w Hotelu Theresa. Robi to pomimo sprzeciwu matki. Tam poznaje swoją nauczycielkę pannę Blue Rain, a także koleżanki z klasy, Rondę, Jermaine, Ritę, Jo Ann i Consuelo. Wszystkie dziewczyny pochodzą z rodzin patologicznych. Panna Rain prowadzi zajęcia przygotowawcze do egzaminu GED dla młodych kobiet, które mają trudności w opanowaniu umiejętności czytania i pisania. Nauka opiera się na zgłębianiu podstaw fonetyki, a także na ćwiczeniach rozbudowujących słownictwo. Panna Rain rozbudza w dziewczętach zamiłowanie do literatury i sztuki pisania. Uczennice prowadzą własne pamiętniki, aby rozwinąć umiejętność pisania. Nauczycielka czyta wpisy dziewcząt, wypowiada swoją opinię i udziela rad. Do zakończenia powieści kobiety tworzą pokaźną antologię autentycznych wydarzeń zatytułowany „Historie z życia wzięte – nasze klasowe zapiski”. Inspiracją dla uczennic są dzieła afro-amerykańskich pisarzy takich jak, Audre Lorde, Alice Walker i Langston Hughes. Na Precious największe wrażenie wywiera powieść Kolor Purpury.
Precious rodzi syna i nazywa go Abdul Jamal Lewis Jones. Precious zwierza się pracownikowi socjalnemu, że jej pierwsze dziecko mieszka z jej babcią. Po tym wyznaniu matce Precious zostaje odebrany zasiłek. Kiedy Precious wraca do domu z noworodkiem, matka wyrzuca ją z domu. Pierwszą noc spędza w zbrojowni, po czym zwraca się o pomoc do panny Rain. Dom samotnej matki zapewnia jej stabilność i wsparcie w kontynuowaniu nauki. Narracja prowadzona w pierwszej osobie przez Precious nieustannie poprawia się pod względem gramatyki i pisowni. Precious zajmuje się poezją i robi coraz większe postępy, za co ostatecznie zostaje wyróżniona przez samego burmistrza. To osiągnięcie daje jej większe poczucie własnej wartości.
Wraz ze wzrostem pewności siebie Precious zaczyna myśleć o stałym związku. Do tej pory jedyne co doświadczyła to gwałt i przemoc ze strony ojca i w mniejszym stopniu, matki. Choć stara się zapomnieć o urazach z dzieciństwa, przeszłość nie daje o sobie zapomnieć. Matka dziewczyny wkracza w jej życie, aby poinformować Precious, że jej ojciec zmarł na AIDS. Następnie Precious dowiaduje się, że jest nosicielem wirusa HIV, ale jej dzieci już nie. Koleżanka z klasy, Rita namawia ją do dołączenia do grupy wsparcia dla nosicieli HIV. Podczas spotkań Precious zdaje sobie sprawę, że odmienność kulturowa i społeczna nie do końca była przyczyną jej traumatycznych przeżyć. Na spotkania uczęszczają kobiety w różnym wieku, pochodzące z różnych środowisk. Zakończenie książki nie rozstrzyga losu Precious. Autor stawia jej przyszłość pod znakiem zapytania.

## Styl
Opinie dotyczące stylu książki wśród krytyków są podzielone. Niektórzy twierdzą, że „wstrząsająca fabuła jest zbyt naciągana”. Wydaje się surrealistyczne, że jedna postać może borykać się z tak wieloma problemami. Niektórzy zaś uważają, że pomimo problematycznego dialektu, Precious jest wiarygodną bohaterką ponieważ sposób w jaki opowiada o swoich przeżyciach zaskakująco działa na wyobraźnię.

### Dialekt
Na początku powieści Precious jest analfabetką funkcjonalną. Zapisuje słowa fonetycznie i posługuje się słabym angielskim, który łamie zasady ortografii. Stosuje takie formy jak „nuffin” zamiast nothing, „git” zamiast get, „borned” zamiast born, „wif” zamiast with oraz „chile” zamiast child. Używa również szeregu przekleństw i zamieszcza brutalne detale opisujące swoje życie. Recenzent książki pracujący dla gazety New York Times, Michiko Kakutani, stwierdził, że język jakim posługuje się Precious odzwierciedla okrutny i realistyczny świat w którym żyła. 

## Kontynuacja
W 2011 Sapphire wydała kontynuację książki pt. „The Kid”. Tym razem książka opowiada o losach syna Precious, Abdula. Sama Precious zmarła na HIV, ale jeszcze przed śmiercią osiągnęła swój cel, dostała się na studia.